# 格雷伯尔 (怀俄明州)
格雷伯尔（英語：Greybull）是美国怀俄明州比格霍恩县下属的一座城鎮。该鎮的人口在2000年为1,815人，2010年有1,847，2011年则估计有1,862人。